# Глобус Блау

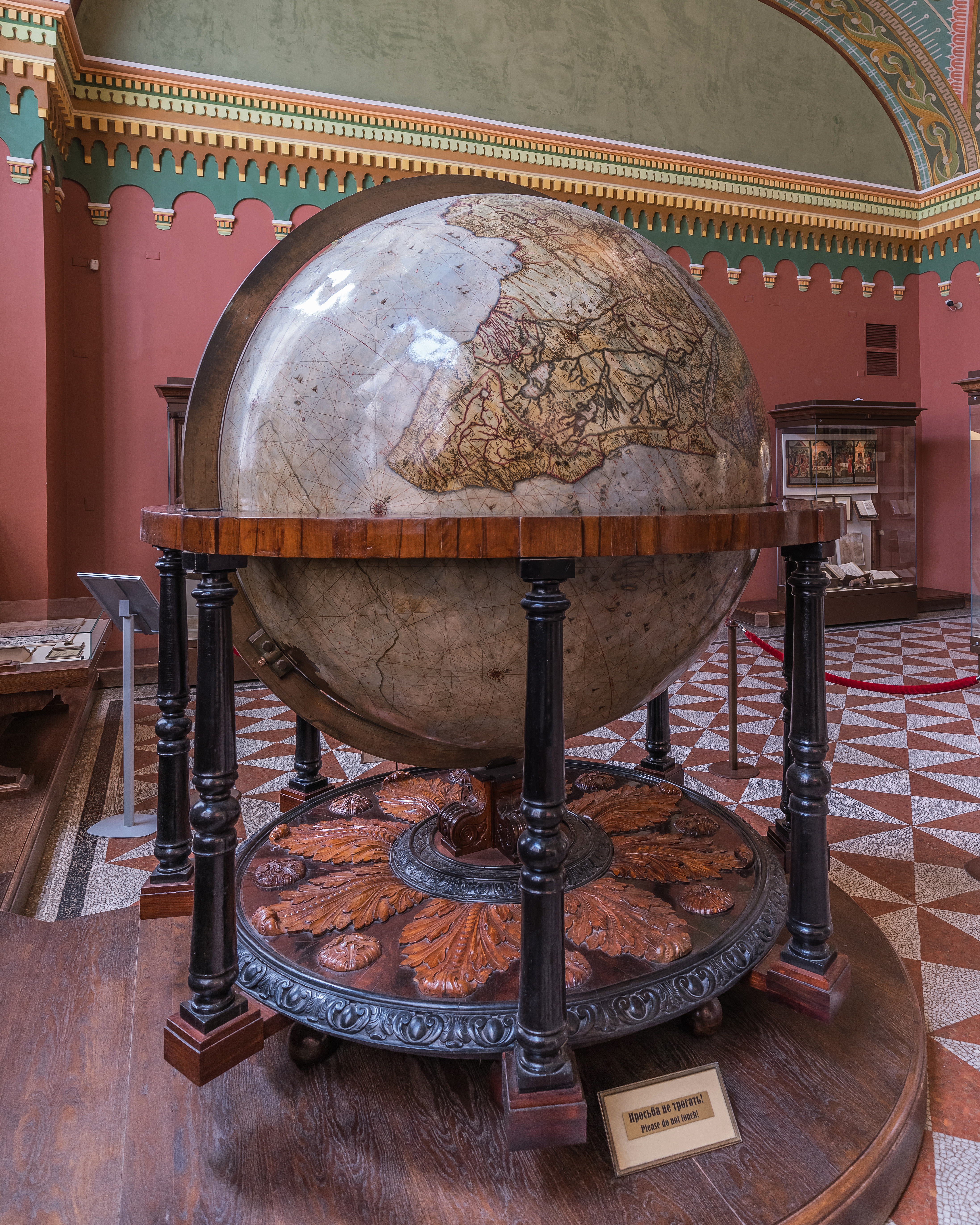
Глобус в одному із залів музею

Глобус Блау — мідний глобус на круглій дерев'яній підставці, виготовлений на початку 1690-х років спадкоємцями відомого Амстердамського картографа Віллема Блау для шведського короля Карла XI. Висота глобуса перевищує 2 метри.
Після того, як Карл XII відмовився викупити глобус у зв'язку з витратами на ведення Північної війни, цей рідкісний предмет привернув увагу російського агента в Амстердамі. У 1708 р. у нього зав'язалося листування з Петром I з приводу придбання глобуса. У ході тривалих переговорів первісну ціну глобуса вдалося збити в 10 разів.
У 1710 р. глобус був придбаний російським царем, доставлений в Росію і встановлений в Лефортовському палаці. Рік по тому він був перевезений до Дзвіниці Івана Великого, де разом з ботиком Петра І постав перед очима московської публіки. Це був перший в Москві загальнодоступний музей.
У 1733 р. глобус був переміщений до Сухаревої вежі, де не втратив своєї просвітницької функції: по ньому вчили географію в Навігацькій школі. Палата, прибудована для розміщення глобуса до башти з боку Сретенки, отримала назву Глобусної.
У 1752 р. глобус був перевезений до петербургської Кунсткамери, очевидно, для того, щоб служити зразком при відновленні пошкодженого пожежею Готорпського глобуса. Сані для його транспортування спроектував архітектор Д. В. Ухтомський.
Протягом XIX століття глобус Блау був експонатом Румянцевського музею, розміщувався спочатку в Санкт-Петербурзі, а потім у Москві. У 1912 р. адміністрація Румянцевського музею передала його до Історичного музею, де він перебуває донині.